# أرونا شيبردسون أبيل
أرونا شيبردسون أبيل (بالإنجليزية: Arunah Shepherdson Abell)‏‏ (10 أغسطس 1806 في إيست بروفيدانس - 19 أبريل 1888 في بالتيمور)؛ صحفي، وشخصية أعمال من الولايات المتحدة.